# Густав Ціріц
Гу́став Ці́ріц (* 15 лютого 1872, Сату-Маре, Австро-Угорщина, тепер Румунія — † 1920, Москва) — австрійський та український військовий діяч, генерал-майор, начальник штабу Української галицької армії.

## Життєпис

Густав Ціріц в однострої армії Австро-Угорщини

Народився 15 лютого 1872 у місті Сатмар в Угорській частині Австро-Угорщини (тепер місто Сату-Маре в Румунії). Дитинство та юність минули у Стрию на Львівщині.

### В Австрійській армії
У 1891 році закінчив Стрийську гімназію, згодом навчався у Віденській кадетській школі. У 1897 році завершив навчання в офіцерській піхотній школі й отримав звання четаря. 
З 1900 служив у Генеральному штабі австро-угорської армії, у 1903-06 — професор Кадетської школи у Львові. Після закінчення в 1909 році військової Академії служив у Галичині. Автор низки військово-теоретичних праць.
Перед Першою світовою війною призначений професором кафедри тактики і стратегії Вищих гарматних курсів у Відні. 
З початком Першої світової війни і до березня 1915 р.(в званні майора) — начальник штабу 43-ї стрілецької дивізії, яка формувалася влітку 1914 року у Львівському і Станіславському округах. Брав участь у боях на російському фронті під Львовом і Чернівцями. З 1915 року — начальник вишкільного відділу військового міністерства, командир 29-ї піхотної дивізії.

### В Українській Галицькій Армії
В УГА з лютого 1919 року. Під час українсько-польської війни 1918—1919 років — начальник штабу корпусу, заступник військового міністра, начальник штабу УГА. В другій половині листопада 1919 року під проводом начальника штабу Ціріца почалася реорганізація УГА; в корпусах і бригадах з'явилися денікінські офіцери.

Після переходу частини Галицької армії на бік Червоної армії 10 лютого 1920 року заарештований і разом із командувачем армії генералом Осипом Микиткою вивезений до Москви.
Влітку 1920 року помер у тюремній лікарні. За іншими даними, на початку серпня 1920 року разом з генералом Осипом Микиткою розстріляний.

## Відгомін по роках
Олег Стецишин в часі готування книги про неукраїнців в лавах УГА надіслав у Відень запит до приватних осіб. Отримана відповідь була бентежною: озвалася донька Ціріца у віці 98 років, котра втратила батька в чотири роки. Вона ласкаво надала дві фотографії.

## Нагороди
- Ювілейна пам'ятна медаль 1898
- Ювілейний хрест
- Медаль «За військові заслуги» (Австро-Угорщина)
  - бронзова
  - бронзова з мечами
- Хрест «За вислугу років» (Австрія) 2-го класу для офіцерів (25 років)
- Хрест «За військові заслуги» (Австро-Угорщина) 3-го класу з військовою відзнакою і мечами
- Орден Залізної Корони 3-го класу з військовою відзнакою і мечами